# ماشا آلالیکینا
ماریا ولادیمیرونا آلالیکینا (به روسی: Мария Владимировна Алалыкина) خواننده، بازیگر و مانکن سابق روسی. وی پیش از این عضو گروه فابریکا بود ولی به علت مشغله درسی، در سال ۲۰۰۳ از این گروه خارج شد. با گرویدن به دین اسلام در سال ۲۰۰۷، او از تمام فعالیت‌های سابق خود کناره گیری کرد.

## زندگی‌نامه
ماشا آلالیکینا با نام اصلی ماریا ولادیمیرونا آلالیکینا در بیست و هفتم ماه آوریل سال ۱۹۸۳ میلادی در شهر مسکو به‌دنیا آمد.
 او پس از بردن جایزه نفر اول  «زیباترین‌های روسیه»، در سال ۲۰۰۱، به شهرت رسید. وی در پاسخ خبرنگاری که از وی انگیزه شرکت کردنش در مسابقه را پرسیده بود، گفته‌است: «به طور کاملاً اتفاقی از جایی رد می‌شدم، پوستر مسابقه به چشمم خورد».
ماشای ۱۹ ساله، که در رشته گیتار از مدرسه موسیقی فارغ‌التحصیل شده بود، سال بعد به عضویت گروه رقص و موسیقی فابریک درآمد. وی یک سال با این گروه تازه تأسیس همکاری داشت که طی آن سال اثری با نام درباره عشق را به بازار عرضه کردند. این ویدئو کلیپ در شبکه MTV نیز به نمایش درآمد.
 در سال ۲۰۰۳ وی به علت مشغله درسی از گروه جدا شد و به ادامه تحصیل در دانشگاه ایالتی ادبیات مسکو پرداخت. شهرت آلالیکینا در آن زمان به حدی رسیده بود که مجله ماکسیم (پرفروش‌ترین مجله مردان در روسیه و از پروفروشترین مجلات در انگلستان)، تصویری از او را در نسخه آوریل ۲۰۰۳ بر روی جلد خود چاپ کرده بود. همچنین مجلات دیگر نیز به چاپ تصاویری از وی پرداختند.
 ماشا در چهارم ماه می سال ۲۰۰۴ میلادی در بیمارستان الیت شهر مسکو صاحب فرزند دختری به نام کتی شد.

### گرویدن به اسلام
به گفته ماشا، در سال ۲۰۰۷ یکی از دوستان وی که در شهر دیگری زندگی می‌کرده به حالت کما می‌رود. وقتی ماشا می‌بیند کاری از دستش بر نمی‌آید، مشغول مناجات می‌شود و برای سلامتی دوست خود دعا می‌کند. فردای آن روز، دوستش که از حالت کما بیرون آمده بود با وی تماس می‌گیرد و می‌گوید که دیروز وقتی در حالت کما بودم، تو را دیدم که به من خیلی کمک کردی. آن طور که خود ماشا گفته این اولین باری بود که از خدا چیزی می‌خواست. همین امر سبب تغییر گرایشات دینی او، و گرویدن به اسلام می‌شود.

### حال
وی که به ۵ زبان اروپایی از جمله سوئدی، فرانسوی و انگلیسی تسلط دارد، هم‌اکنون به تدریس زبان در دانشگاه‌ها و موسسات آموزش زبان روسیه می‌پردازد و همچنین به نوشتن نت‌هایی که با قوانین اسلامی مغایرتی نداشته‌باشد، مشغول است.

## آثار

### خوانندگی
- دربارهٔ عشق (به روسی: Про любовь) (۲۰۰۳)
- شیرین… (به روسی: Сладкого...)
- (به روسی: Разлюби и забудь)
- (به روسی: Не меланхолия (В тебе творятся чудеса...))

### هنرپیشگی
- برنامه روسی فابریکا زوزد: کارخانه ستارگان (به روسی: Фабрика звезд) در سال ۲۰۰۲[۱][۳][۱۳]

## جوایز
- برنده جایزه اول مسابقه krasa.ru برای زیباترین‌های روسیه (۲۰۰۱)[۴][۶][۷][۱۴]